# Òrcam
D'acord amb la mitologia grega, Òrcam (en grec antic: Ορχάμος) va ser un rei de Pèrsia «al país de les espècies». Era descendent de Belos, un rei d'Egipte, fill de Posidó i de Líbia. Casat amb Eurínome, va ser pare de Leucòtoe, una amant d'Hèlios el Sol.

## Mitologia
Hèlios va agafar l'aparença de la mare de Leucòtoe, Eurínome, per poder entrar a les seves cambres. Clícia, una antiga amant d'Hèlios, consumida per la gelosia, va explicar a Òrcam l'aventura de la seva filla. Òrcam, indignat, va enterrar viva a Leucòtoe que va morir abans que Hèlios la pogués salvar. Clícia, a qui Hèlios va menysprear, s'estava asseguda a terra sense beure ni menjar, i girava sempre la seva cara cap al Sol. El déu la va convertir en gira-sol o en heliotrop, flors que segueixen el curs del sol.